# Purpurhähnchen
Das Purpurhähnchen (Leptopoecile sophiae) ist ein Sperlingsvogel  aus der Familie der Schwanzmeisen (Aegithalidae). Die Art wurde erstmals von Nikolai Severtzov im Jahr 1873 beschrieben. Sie ist im Tian Shan und Zentralchina sowie im Himalaya beheimatet, wo sie hauptsächlich im Winter anzutreffen ist. Ihr natürlicher Lebensraum sind boreale Nadelwälder.

## Namensgebung
Der Gattungsname, Leptopoecile, ist dem Griechischen leptos entlehnt, was "schlank" oder "zart" bedeutet. Das spezifische Epitheton, "sophiae", kommt von dem weiblichen Namensgeber "Sophia"; es könnte sich auf Sophia Maria Alexandrovna beziehen, die zu Severtzovs Lebzeiten Zarin von Russland war. Möglich ist auch, dass sich das Art-Epitheton auf Severtsovs Frau, Sofia Alexandrovna Poltoratskaya, bezieht – gesicherte Quellen zum Namensursprung gibt es nicht.

## Beschreibung
Das Purpurhähnchen ist ein kleiner Vogel mit einer Größe von ca. 9,5–10,5 cm. Seine Flügelspannweite beträgt 14–16 cm bei einem Gewicht von 6–8,5 g.
Der Schnabel ist schwarz die Beine von graubraun über rotbraun bis schwarz.
Männliche Purpurhähnchen haben eine orange-rosa, bräunliche oder purpurviolett leuchtende Haube auf dem Kopf, die von einem grauen bis weißen Supercilium (Überaugenstreif) untersetzt ist. Um das Auge herum existiert ein großräumiges Gesichtsfeld, das gräulich purpur oder graugrün abgesetzt ist. Das Nackenband ist purpur-violett bis zu einem hellen blau, der Rücken besitzt meist eine gräulich-grüne Färbung, kann jedoch je nach Lichteinfall und Individuum auch bräunlich oder purpur violett sein. Die Kehle und die Flanken sind purpur bis violett (sie können auch rosa bis orange wirken), während die meisten Individuen ein ausgedehntes, weiß-graues Brust- und Bauchfeld besitzen.
Der Bürzel und die Oberen Schwanzdeckfedern sind leuchtend purpur bis violett, die Steuerfedern sind in der Grundfarbe braun oder grau, besitzen jedoch je nach Unterart ausgedehnte blau-purpur-violette Innen- und Außenfahnenbereiche. Die Flügel sind ebenfalls in der Grundfarbe graugrün bis braun, können recht kräftig ausgeprägt sein – die Hand- und Armschwingen besitzen hellgraue bis bräunliche Außenfahnen, während die Zentren violett-braun-purpur sind. Die unteren Schwanzdeckfedern leuchten ebenfalls purpurblau.
Da die Farben der Weibchen im Allgemeinen weit weniger ausgeprägt sind, können diese anhand ihrer blassen Unterpartie bestimmt werden.

## Verbreitung und Lebensraum

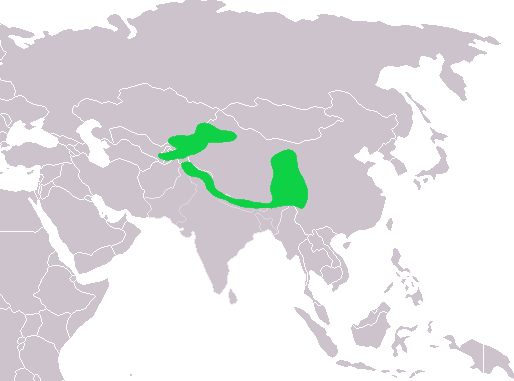
Verbreitungskarte des Purpurhähnchens

Das Purpurhähnchen bevorzugt trockenes, bergiges Buschland zwischen 2000 m und 5000 m. Seine Verbreitungsgebiet umfasst den Himalaya, das tibetische Plateau und einen Großteil des nordwestlichen Chinas. Es gehört zu einer "Mittelgebirgs-Waldsteppen-Gemeinschaft" innerhalb des Tian-Shan-Gebirges.

## Verhalten und Ökologie

### Brüten und Nisten
Purpurhähnchen leben während der Brutzeit in der Regel paarweise, schließen sich aber am Ende der Saison zu Schwärmen von 25 oder mehr Individuen zusammen. Während des Winters können diese Schwärme mehrere Arten umfassen.
Sie brüten im Allgemeinen von Anfang April bis Juli. Das Brüten verzögert sich mit zunehmender Höhe. Paare sind monogam, wobei sich Männchen und Weibchen die Nistaufgaben teilen. Die Nester sind kuppelförmig und werden in Büschen etwa 0,9 m über dem Boden angelegt. Beide Geschlechter bauen ihre Nester über einen Zeitraum von zwei Wochen. Es werden vier bis sechs weißliche Eier mit rotbraunen Flecken an den Spitzen gelegt, es können aber auch bis zu neun sein. Die Eier haben ein Gewicht von ca. 1,14 g und sind durchschnittlich 15,6 mm × 11,6 mm groß. Die Inkubation dauert etwa 20,5 Tage. Im Durchschnitt schlüpfen 4,3 Eier, aber nur 3,8 überleben bis zum Flüggewerden – nach etwa 17,5 Tagen. Eier, die spät in der Saison ausgebrütet, haben einen tendenziell höheren Anteil an Weibchen. Wenn die Nestlinge schlüpfen, sind sie nackt und öffnen ihre Augen erst nach etwa 7 Tagen. Zu diesem Zeitpunkt ist ihr Geschlecht identifizierbar.

### Ernährung
Die Nahrung besteht zumeist aus kleinen Insekten und Spinnen, die sie hauptsächlich am Boden, manchmal auch direkt aus der Luft fangen. In den kälteren Monaten wird die Ernährung durch Samen und Beeren ergänzt. Küken werden ausschließlich mit Insektenmaterial gefüttert.

### Überleben
Eine relativ geringe Rate von Nestausfällen ist auf Raubtiere zurückzuführen: nur 34 % im Vergleich zu durchschnittlich 80 % bei Vögeln in ähnlichen Lebensräumen. Dies kann auf gut getarnte Nester und das Fehlen größerer Populationen an Raubtieren zurückgeführt werden.

## Status
Auf der Roten Liste gefährdeter Arten wird das Purpurhähnchen derzeit (Stand 2021) mit LC (Least Concern) bewertet.